# 레티프 드 라 브르통느

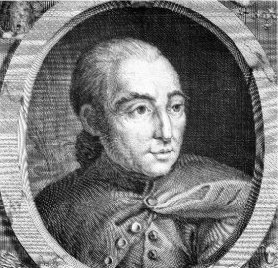

레티프 드 라 브르톤느(Restif de la Bretonne, Nicolas-Edme Rétif, 1734년 10월 23일 ~ 1806년 1월 3일)는 프랑스의 소설가이다.
부르고뉴의 농가에서 태어나 오세르의 인쇄소에서 견습공으로 일하다가 파리에 나와 방탕무위한 생활을 보냈다. 그 후 소설을 쓰기 시작 <타락한 농사꾼>(1775) 이후 인기를 얻었다. 그가 쓴 작품은 총계 200권을 넘으며 당시 풍속의 기록으로서 자료적 가치가 크다. <우리 아버지의 일생>(1779), <니콜라 씨>(1794-1797) 등이 유명. 사실주의의 선구로서 후에 발자크와 졸라의 문학을 예시(豫示)해 주고 있다.